# 新堀川 (名古屋市)
新堀川（しんほりかわ）は、愛知県名古屋市を流れる一級河川である。合流する堀川が庄内川より取水しているため、新堀川も庄内川水系に属する。

## 地理
愛知県名古屋市中区にある堀留水処理センターを起点として、精進川低地に沿って市内を南流し、南区明治にて堀川へと注ぐ。流路は中区、昭和区、熱田区、瑞穂区、南区の境となっている。

## 流域の自治体
愛知県
名古屋市中区、昭和区、熱田区、瑞穂区、南区

## 歴史
かつて今池辺りを源流として名古屋台地を流れていた精進川（しょうじんがわ）（昔、熱田神宮の神職が6月の名越の祓の際にこの川でみそぎをしたことからこの名が付けられたと言われる）は多くの湧水による豊富な水量を持っていたが、曲がりくねった川筋が洪水の原因ともなっていた。この洪水の発生を防ぐとともに、船舶の航行と下水処理水の受け皿とするため、1883年（明治16年）に運河として改修する計画が建てられ、1910年（明治43年）に現在の川筋に付け替えられた。新堀川という名称はこの付け替えの際に付けられたものである。なお、元の精進川は1926年（大正15年）に埋め立てられ、消滅している。
2007年（平成19年）4月1日、河川の管理権限が愛知県から名古屋市に移譲されている。

## 環境
長年に渡るヘドロの堆積の影響により、特に酷暑期にはヘドロの浮遊が見られる他、異臭も酷い。これは流入する河川が無い上に、運河として開削された当時に熱田港への合流部から最深部までほぼ水平となるように設計・掘削されていることで、その全域が感潮域となっているためである。
発生する異臭は、ヘドロによって貧酸素状態となった川底で生成された硫化水素が原因である可能性が2016年（平成28年）度の調査で判明した。管理する名古屋市によって、川底からのヘドロ除去および悪臭への効果的な対策の検討が行われている。

## 橋梁
新堀川の両岸を走る道路は堀留下水処理場から新開橋まで右岸が南行き、左岸が北行きという一方通行が設定されており、さながら右側通行の形態がとられている。

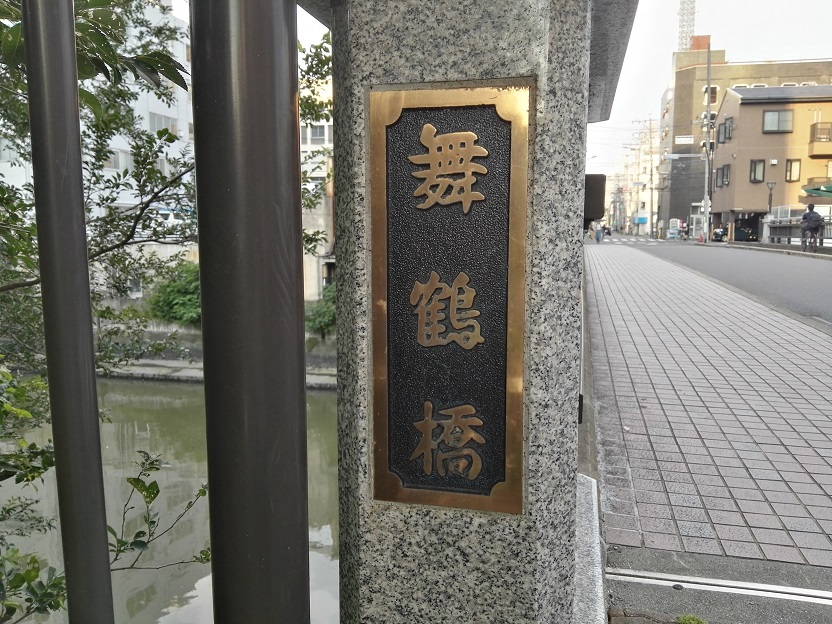
舞鶴橋
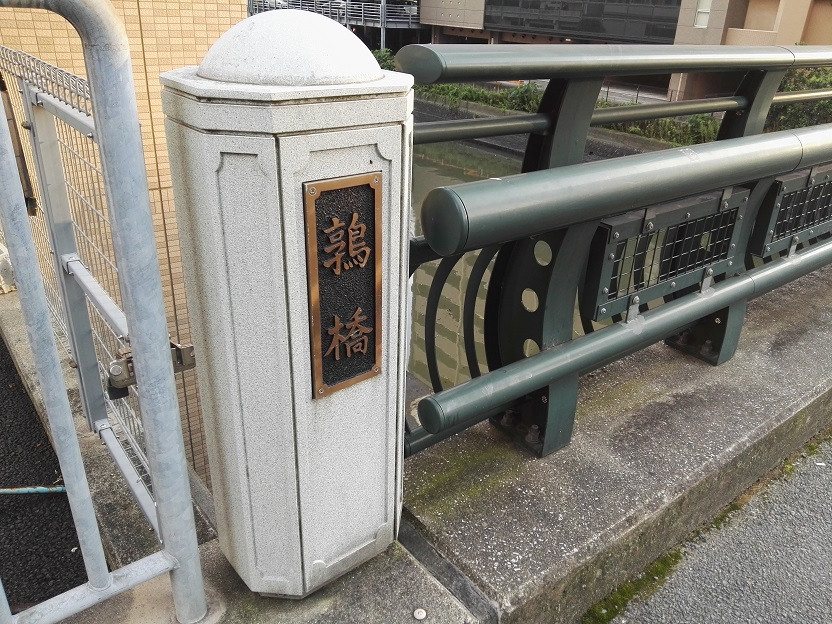
鶉橋
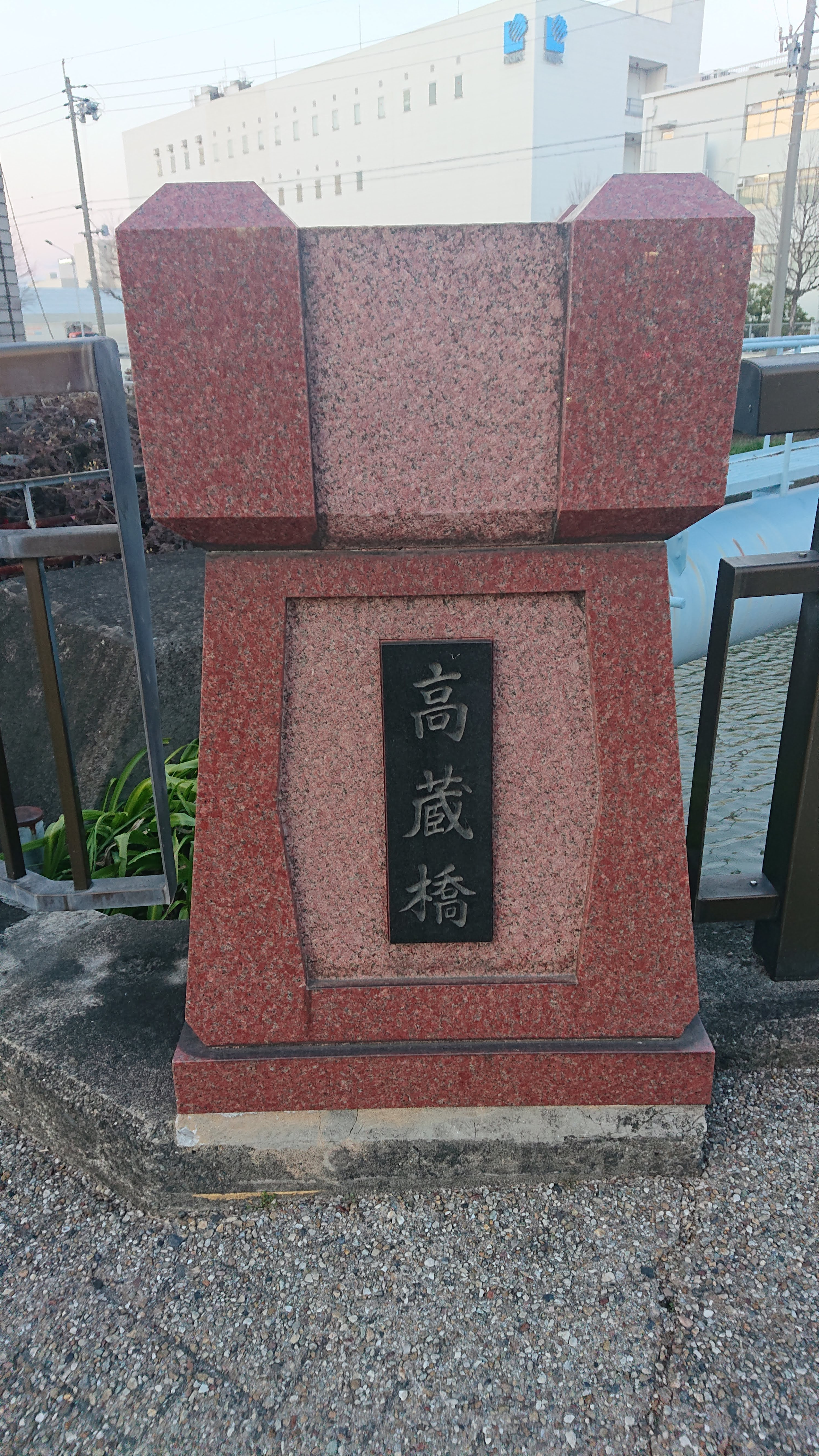
高蔵橋

1909年（明治42年）5月架橋。
- 記念橋 - 大須通

1909年（明治42年）8月架橋。
- 宇津木橋

1909年（明治42年）5月架橋。
- 富士見橋

1909年（明治42年）3月架橋。
- 大井橋 - 山王通（名古屋市道山王線）
- 向田橋
- 東雲橋

1909年（明治42年）4月架橋。
- 法螺貝橋

1908年（明治41年）11月架橋。
- 立石橋 - 八熊通（愛知県道29号弥富名古屋線）

1908年（明治41年）11月架橋。
- 熱田新橋
- 高蔵橋

かつては高座橋とも表記された。1908年（明治41年）1月架橋。
-  ウィキメディア・コモンズには、高蔵橋に関するカテゴリがあります。

- 新堀田橋
- 牛巻橋

1908年（明治41年）11月架橋。
- 神宮東橋 - 山手グリーンロード
- 日ノ出橋

1908年（明治41年）11月架橋。
- 新開橋
- 文斉橋
- 新熱田橋 - 国道1号
- 熱田橋

1906年（明治39年）に新堀川開削に際して架橋され、当時の国道1号の橋であった。
- 浮島橋

1908年（明治41年）1月架橋。
- 新内田橋 - 国道247号
- 内田橋 - 愛知県道225号名古屋東港線

- 舞鶴橋
- 鶉橋
- 高蔵橋

### WEB
1. ↑  愛知県建設部河川課. “県管理河川の名古屋市への権限委譲について”. 2014年7月10日時点のオリジナルよりアーカイブ。2014年9月25日閲覧。
2. 1 2  “新堀川の悪臭について”.   名古屋市役所 (2017年3月29日). 2017年4月15日時点のオリジナルよりアーカイブ。2019年10月24日閲覧。

### 書籍
1. ↑  『新編 熱田裁断橋物語』P.33
2. 1 2  名古屋市役所 1916, p. 826.
3. 1 2 3 4 5 6 7 8  名古屋市役所 1916, p. 827.
4. 1 2 3  名古屋市役所 1916, p. 828.